# تگنه
تگنه (به قزاقی: Tegene) یک رود در قزاقستان است که در حوضه شالکارتنیز واقع شده‌است.